# Мо Дзъ
Мо Дзъ (на китайски 墨子; на пинин Mòzǐ) е китайски философ. Той се противопоставя на конфуцианството и даоизма и става основоположник на школата на моизма, изчезнала още при династията Цин.
Мо Дзъ(墨子)е философ, който е живял в Китай през периода на Стоте философии (ранния воюващ период). Роден е около 470 г. пр.н.е. и е починал около 390 г. пр.н.е. Той основава школата на моизма, спори енергично с конфуцианството и даоизма. През Воюващия период моизмът е бил активно развит и упражняван в много дейности, но изпаднал от полза когато династията на Квин дошла на власт. През този период много моисти били преследвани, когато Шихуанг заявил изгарянето на книгите и изгонване на учащите тази дисциплина. Моизмът има значение за по-нататъшното развитие на конфуцианството, когато се превърнало в преобладаващо обучение по време на Ханската династия, изчезнала към средата на Източната Ханска династия.

## Живот
Повечето историци смятат, че Mo Дзъ е принадлежал към по-нисшата занаятчийска класа, който е успял да се издигне в обществото и да заеме държавна служба. Знае се, че родителите му не били много обичливи или поне не му показвали обичта си. Роден в Лу, днешна провинция Шандонг, Тенгшу, той служи като държавен чиновник в провинция Сонг. Той бил дърводелец и изобретявал какви ли не уреди и механизми – механични птици, „подвижни" стълби към облаците, машини за обсада на крепостни стени. Въпреки че нямал висок пост, Mo Дзъ бил търсен от различни владетели като експерт по военна техника. С учението си той успял да привлече доста последователи в съперничество с Конфуций. Неговите следовници – повечето техници и занаятчии – били организирани в дисциплиниран орден и изучавали както философските му трудове, така и специалните му трудове в областта на техниката.
Неговият пацифизъм го накарал да пътува от една военна зона до друга, опитвайки се да разубеди владетелите да воюват за територии. Според главата „Гонгшу“ от „Мо Дзъ“, той пропътувал пеша десет дена, за да стигне в провинция Чу и да се опита да предотврати тяхното нападение над провинция Сонг. той обяснил на владетеля на Чу, че няма смисъл да напада провинция Сонг, защото той вече ги бил обучил да се защитават и снабдил със защитна техника и укрепления. Владетелят на Чу бил принуден да спре войната. Войниците от Сонг, не разпознали Мо Дзъ, не му позволили да влезе в техния град, и той бил принуден да прекара нощта навън, замръзвайки под дъжда.
Въпреки че учението на Mo Дзъ отслабнало след периода на воюващите провинции, две хилядолетия след неговата смърт то отново предизвиква интерес:особено сред републиканското движение в Китай и днешен Тайван от 1911 г. и комунистите, които виждат в него изненадващо съвременен мислител, твърде рано зачеркнат в китайската история.

## Учение
За разлика от философията на Конфуций, моралните учения на Mo Дзъ подчертали само отражение и достоверност, а не покорство на ритуала. Той видял, че хората тълкували често света чрез нещастието. Мо Дзъ смятал, че чрез анализиране на успехите и провалите си, човек добивал истинско себепознание, вместо сляпо да следва ритуалите.
Както Конфуций, Mo Дзъ идеализирал династията на Шия и древната китайската митология, но критикувал убеждението на конфуцианеца, за когото съвременният трябвало да бъде граден по образец на Древността. Въпреки че Мо Дзъ не вярвал, че историята задължително прогресира, както смятал Фей Дзи, той споделял неговото мнение относно съдбата(Минг). Mo Дзъ смятал, че хората били способни да променят техните обстоятелства и насоки в собствения им живот. Той вярвал, че всеки можел да прави това, като използва своите чувства, за да наблюдава света, да преценя обектите и случките по техните причини, функции и историческа база. към откриване на света, отсъждайки обекти и събития от техните дела, тяхната функция и тяхната историческа база. Това бил методът за „трите игли" на Mo Дзъ за тестване на истинността или невярността на твърденията. Неговите ученици се умножили по-късно и формирали Училището на логиката.
Mo Дзъ имал склонност да оцени действията, базирани на „предимство“ вместо „хуманност“, препоръчана от конфуцианците. Подобно на западните утилитаристи, Mo Дзъ смятал, че действията трябвало да бъдат измерени по начина, по който те допринасят до „най-големите дейности с най-голяма полза“. С този критерий Mo Дзъ изобличил нещата, толкова различни, колкото офанзивна война, скъпи погребения, и дори музика и танци, всичко което той виждал като безполезен успех. Мо Дзъ опитал също така да промени живота на утвърденото китайско семейство и фамилното устройство с концепцията на bo-ai, което може да бъде преведено като „безпристрастна грижа“ или „универсална любов“. За това той спорил направо с конфуцианци, които дискутирали, че това било естествено и правилно за хората за да се интересува от различни хора от различни степени. Mo Дзъ за разлика от тях смятал, че всеки трябва еднакво да се отнася към останалите, понятие според философите от други училища мериха считано за абсурдно, тъй като то означавало никаква специална грижа или отговорност за родителите и семейството на привилегированите. Специфично, в първата глава на текстовете на Mo Дзъ за универсалната Любов, Mo Дзъ дискутирал, че най-добрият начин да бъде човек сроден на родителите на други е да бъде синовен към родителите на всички. Основният принцип е онази благосклонност, както злината, възнаграден, и този човек ще бъде третиран от другите както той самия третира останалите. Mo Дзъ спорил, че благосклонността наброява хората толкова естествено, колкото огънят може да се обръща нагоре или водата се обръща надолу, при положение, че хората с позиция на власт илюстрират благосклонността с техните собствени животи. Основният аргумент на Mo Дзъ, засягащ универсалната любов, твърди, че онази универсална любов е безпределна практика срещу онези, които възразяват, че то звучи добре но не може да бъде реализирано.
Mo Дзъ също така побира убеждение в силата на духовете, въпреки че той е често смятан за възвеличител на тяхната власт сред хората. За това той смятал че раят Тиан трябва да бъде почетен
защото неспособните на това ще бъдат подложени на наказание. За Мо Дзъ Тиан не била аморалната, мистична природа на Таоистите.. Вместо това, то било благосклонна, морална сила, която награждава доброто, наказа лошото, подобно на идеята на християнския Бог. Затова той написва, че „Bo- ai е начинът на рая (Шиан)“ откакто „раят поддържа и подкрепя живота на всеки независимо от положението му“. Идеалът на Mo Дзъ за правителство, който препоръча, че заслужеността е базиран на таланта, а не като фон.

## Работа и влияние
Mo Дзъ е името на философския текст, който е компилиран от Моаистите, от мислите на Mo Дзъ. Защото Моаизмът е изчезнал като жива традиция от Китай, неговите учебници не са добре поддържани, много глави липсват или са в различни провинции. Например от трите глави „Срещу Конфуцианството“, само една е останала.
Моаизмът бил потиснат от Кин и изчезнал напълно при управлението на Хан, който направил Конфуцианство официална доктрина в Китай. Както и да е, много от неговите идеи изчезнали още по време на течението на „Китайките мисли“ и проучени отново в съвременни времена. Сън Ят-Сен използвал bo-ai като една от фондациите за неговата идея за китайската демокрация. Китайски учени на комунизма са опитали да възстановят Mo Дзъ като „философ на хората“, подчертавайки неговия разумно-емпиричен подход към света, както и неговата основа за „пролетарий“.
От съвременна гледна точка, философията на Mo Дзъ е повече специализирана от тази на Конфуций. Неговата концепция на jian – Ai (兼爱) обхваща една широка идея за човешка общност
отколкото конфуцианците със своето убеждение че не всичко е полезно пренебрегвайки цивилизованите дейности на музиката и изкуството. Зуангзи, който критикувал и конфуцианците и моаистите, имал предвид в неговите притчи „безполезността на полезното“. Естествено, тази настоятелност на полезността идва от времето, когато войната и гладът били широко разпространени и можели лесно да накарат всички културни дейности да изглеждат лекомислено.

## Моаизма и учените
Според Йосиф Нидхам, Mo Дзъ съдържа следващото изречение:спирането на движението е равно на противоположната сила... ако няма никаква противопоставяща се сила... движението никога няма да спре, което, той твърди, е предтеча на Първия закон на Нютон за силата. Mo Дзъ също така съдържа спекулации в оптиката и механиката, които са поразително оригинални, въпреки че техните идеи не са приети от следващите китайски философи. Традицията на Моаизма е също така изключително необичайна в китайска мисъл с това което е посветил време за доразвиване на принципите на логиката. Отново, оттук те спечелиха важни нововъведения.